# Masakra w Kanpurze
Masakra w Kanpurze – ludobójstwo, które miało miejsce 4 czerwca 1857 roku podczas powstania sipajów.
Kanpur był główną kwaterą garnizonu kontrolującego stan Oudh w Indiach. 4 czerwca 600 Europejczyków schroniło się w koszarach, które zostały otoczone przez kilku tysięcy Hindusów. Warunki w budynkach były do zniesienia. W końcu po trzech tygodniach Hindusi zaoferowali Anglikom łodzie mające ich zabrać w dół rzeki. Gdy jednak Europejczycy do nich wsiedli Hindusi rozstrzelali większość z nich. Nielicznych ocalałych zamordowano dwa tygodnie później.